# Liogenys pauperata
Liogenys pauperata är en skalbaggsart som beskrevs av Hermann Burmeister 1855. Liogenys pauperata ingår i släktet Liogenys och familjen Melolonthidae. Inga underarter finns listade i Catalogue of Life.